# Пълна готовност: Във вашия дом
Пълна готовност: Във вашия дом (на английски: Fully Loaded: In Your House) е двадесет и третото pay-per-view събитие от поредицата Във вашия дом, продуцирано от Световната федерация по кеч (WWF). Събитието се провежда на 26 юли 1998 г. във Фресно, Калифорния.

## Обща информация
Основното събитие е мач за Световните отборни титли на WWF. Кейн и Менкайнд залагат титлите срещу Гробаря и Ледения Стив Остин, които са настоящите шампиони. Гробаря и Стив Остин печелят, когато Гробаря тушира Кейн след надгробен камък.
В ъндъркарда Жаклин срещу Сейбъл в състезание по бикини, Скалата срещу Трите Хикса в мач два от три туша за Интерконтиненталната титла на WWF, Оуен Харт срещу Кен Шемрок в мач в тъмница, Последователите на Апокалипсиса (8-Бол и Скъл) срещу Легионът на смъртта 2000 (Животното и Ястреба), Марк Хенри срещу Вейдър, Фарук и Скорпио срещу Тери Фънк и Брадшоу, Д'Ло Браун срещу Екс Пак и Вал Винъс срещу Джеф Джарет.

## Резултати
| №                                         | Резултати | Правила                                                  | Време |
| ----------------------------------------- | --- | -------------------------------------------------------- | ----- |
| 1                                         | Вал Винъс побеждава Джеф Джарет (с Тенеси Лий)                                                                     | Индивидуален мач                                         | 07:45 |
| 2                                         | Д'Ло Браун (с Кръстника) поб. Екс Пак (с Чайна)                                                                    | Индивидуален мач                                         | 08:26 |
| 3                                         | Фарук и Скорпио поб. Тери Фънк и Брадшоу                                                                           | Отборен мач                                              | 06:49 |
| 4                                         | Марк Хенри поб. Вейдър                                                                                             | Индивидуален мач                                         | 05:03 |
| 5                                         | Последователите на Апокалипсиса (8-Бол и Скъл) (с Пол Елеринг) поб. Легионът на смъртта 2000 (Животното и Ястреба) | Отборен мач                                              | 08:50 |
| 6                                         | Оуен Харт поб. Кен Шемрок                                                                                          | Мач в тъмница с Дан Севърн като специален гост съдия     | 04:46 |
| 7                                         | Скалата (ш) срещу Трите Хикса (с Чайна) приключва с равенство 1:1                                                  | Мач два от три туша за Интерконтиненталната титла на WWF | 30:00 |
| 8                                         | Жаклин поб. Сейбъл чрез дисквалификация                                                                            | Състезание по бикини с Джери Лоулър като конферансие     | N/A   |
| 9                                         | Гробаря и Ледения Стив Остин поб. Кейн и Менкайнд (ш) (с Пол Беърър)                                               | Отборен мач за Световните отборни титли на WWF           | 18:08 |
| - (ш) – указва шампиона/шампионите в мача | |                                                          |       |